# Ophisma fulvipuncta
Ophisma fulvipuncta là một loài bướm đêm trong họ Erebidae.